# 나이오브라라군

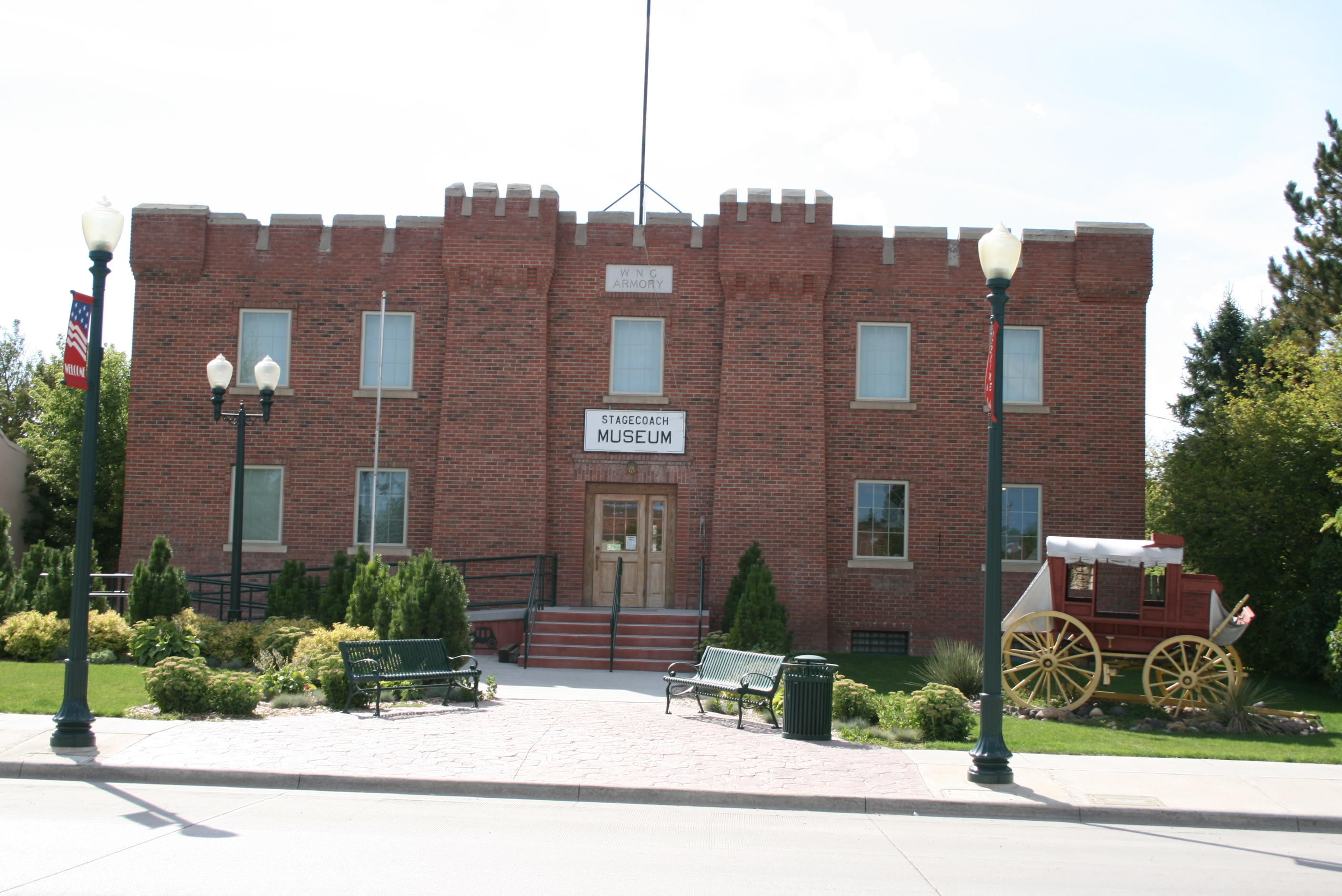

나이오브라라군 또는 나이오브라라 카운티(Niobrara County)는 미국 와이오밍주에 위치한 군이다. 2010년 기준으로 이 지역의 인구 수는 총 2,484명이다. 2019년 추산으로 이 지역의 총 인구 수는 2,356명이다.

## 인구
| 인구조사                                | 인구  | Note  | %±     |
| --------------------------------------- | ----- | ----- | ------ |
| 1920년                                  | 6,321 |       | —      |
| 1930년                                  | 4,723 |       | −25.3% |
| 1940년                                  | 5,988 |       | 26.8%  |
| 1950년                                  | 4,701 |       | −21.5% |
| 1960년                                  | 3,750 |       | −20.2% |
| 1970년                                  | 2,924 |       | −22.0% |
| 1980년                                  | 2,924 |       | 0.0%   |
| 1990년                                  | 2,499 |       | −14.5% |
| 2000년                                  | 2,407 |       | −3.7%  |
| 2010년                                  | 2,484 |       | 3.2%   |
| 2019 (추산)                             | 2,356 | [ 1 ] | −5.2%  |
| US Decennial Census 1870–2000 2010–2016 |       |       |        |

## 같이 보기
- 와이오밍주